# Presbyterian Church of Vanuatu
Die Presbyterian Church of Vanuatu (französisch Église presbytérienne de Vanuatu, Presbitirin Jyos Blong Vanuatu - Bislama, Abk.: PCV) ist die größte christliche Denomination in Vanuatu.

## Geschichte
Die Kirche entstand durch die Arbeit von Missionaren der London Missionary Society Mitte des 18. Jahrhunderts. 1838 kam als erster Reverend John William auf die Insel Futuna. In Eromango wurde er von den Einheimischen getötet und gegessen. 1841 wurden Apela and Samuele nach Futuna entsandt. Auch diese beiden wurden getötet (und zu Märtyrern). Sie konnten jedoch den Weg für Presbyterianer aus Kanada, Schottland, Australien und Neuseeland bereiten. Die Presbyterian Mission Synod unterstützte die Mission in den Neuen Hebriden. Zwei bekannte Missionare waren John Gibson Paton aus Schottland und John Geddie aus Nova Scotia. Bis heute ist die schottische presbyterianische Tradition im Leben der Kirche von Vanuatu deutlich sichtbar. Letztlich wuchs die Kirche enorm an von Süden nach Norden. Im Laufe der Zeit wurden einheimische Pastoren und Lehrer angestellt. 1948 wurde die Kirche autonom als die Presbyterian Church in the New Hebrides. Erst 1980 wurde Vanuatu unabhängig von der Britischen und französischen Kolonialisierung. Dabei wurden viele Presbyterianer Mitglieder der neuen Regierung, weil die presbyterianische Kirche die einzige Denomination war, die sich auf Unterricht und Bildung für die Völker von Ni-Vanuatu konzentriert hatte und sogar ein eigenes theologisches Seminar hatte.

## Mitglieder
Die Kirche hat ca. 78.000 Mitglieder und 400 Gemeinden, sowie 450 house fellowships in sechs Presbyterien (1. Januar 2006). Die Denomination repräsentiert mehr als 30 % der Bevölkerung von Vanuatu.

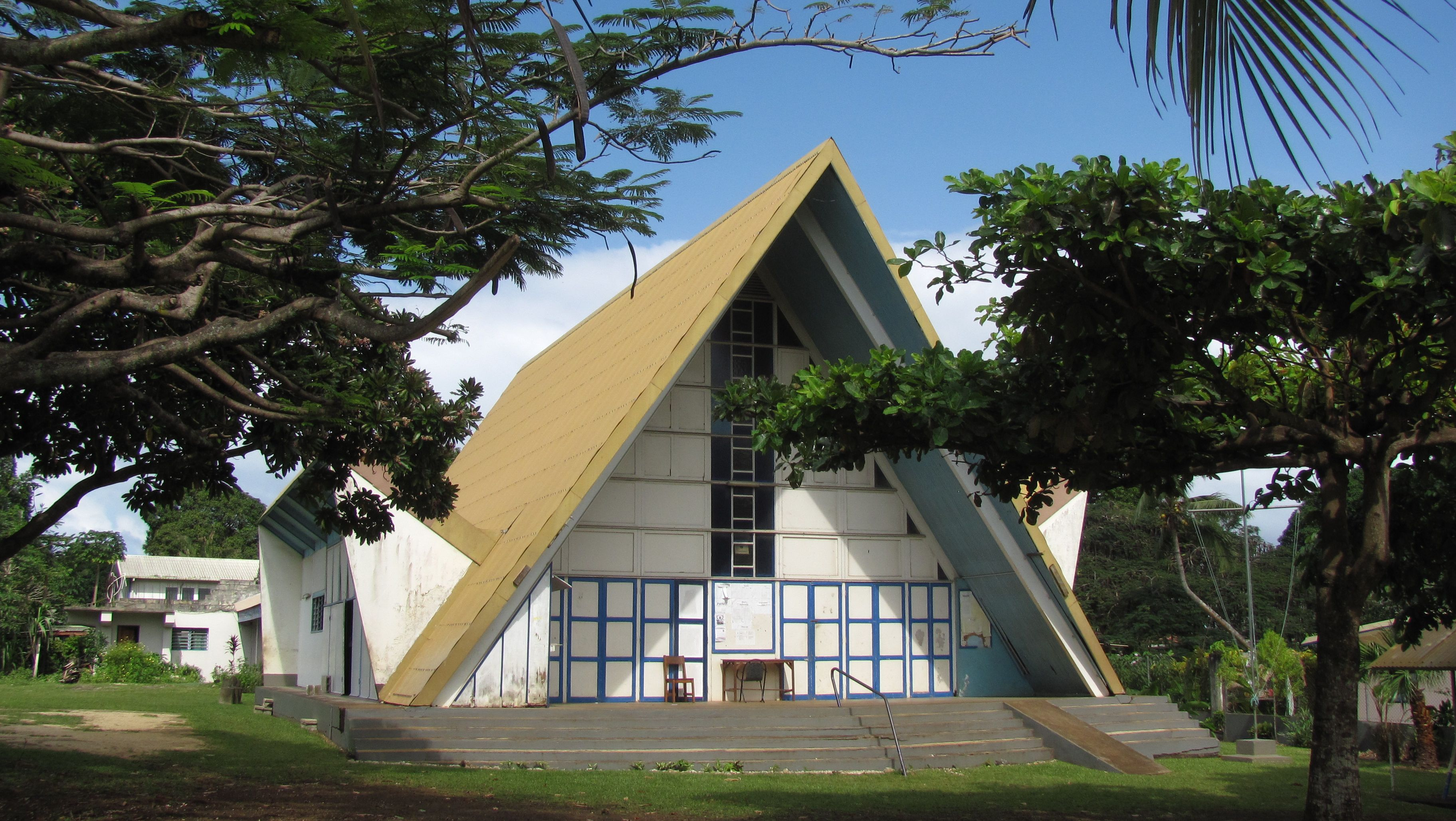
Paton Memorial Church in Port Vila.

Die PCV wird von einem Moderator mit einem Büro in Port Vila repräsentiert. Hauptverbreitungsgebiete sind Tafea, Shefa und Malampa. Die Provinz Sanma ist hauptsächlich presbyterianisch mit einer starken römisch-katholischen Minderheit in den frankophonen Gebieten der Provinz. In Penama und Torba gibt es keine organisierten Gemeinden, sondern nur einzelne Gläubige, während der Hauptteil der Bevölkerung der anglikanischen Kirche angehört. Vanuatu ist das einzige Land im Südpazifik mit einer signifikanten presbyterianischen Gruppierung.
Die Kirche unterhält Schulen. Die Geistlichen der PCV werden im Talua Theological Training Institute auf Espiritu Santo (South Santo) ausgebildet. Dort können die Kandidaten Diplome für Theologie, Mission und Bachelor of Ministries erwerben. Graduierte des College werden als Geistliche in verschiedenen Denominationen eingesetzt oder als Evangelisten für abgelegene Inseln.

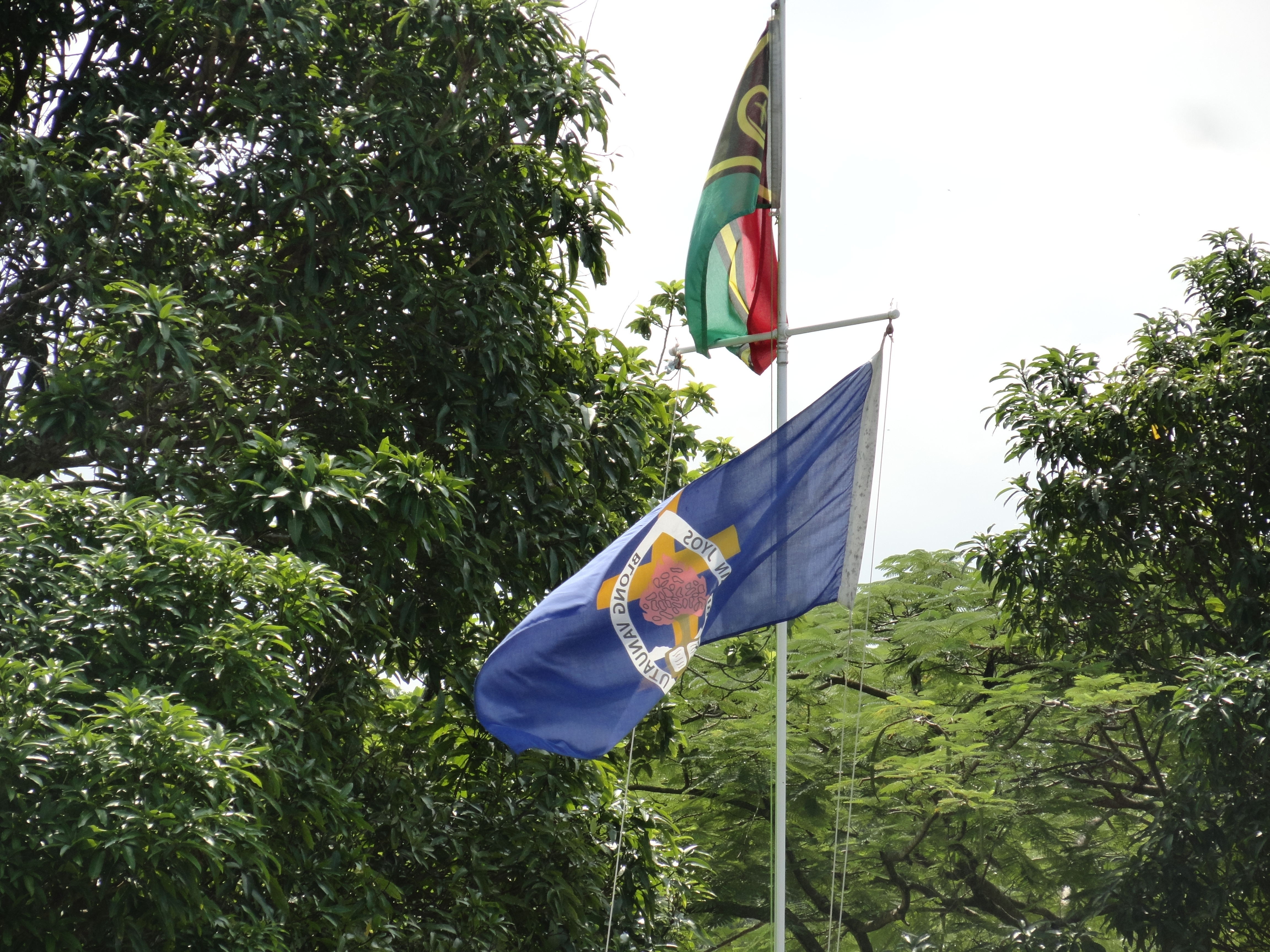
Fahnenmast im Talua Theological Training Institute mit den Flaggen von Vanuatu (oben) und der Presbyterian Church in Vanuatu.

## Lehre
Die Presbyterian Church in Vanuatu bezieht sich auf das Apostolische Glaubensbekenntnis und die Bekenntnis von Westminster.

## Ökumene
Die PCV ist Mitglied der Weltgemeinschaft Reformierter Kirchen und des Ökumenischen Rats der Kirchen. Sie unterhält eine ausgeprägte Partnerschaft mit der Presbyterian Church of Australia. Die australische Kirche unterstützt vor allem das Talua Theological Training Institute.